# Либацкий, Любомир
Любомир Либацкий (пол.  Lubomir Libacki, 11 февраля 1973, Польша, Гданьск) — известный польский ломус. Известный тем, что является первым польским спортсменом выигравший соревнования «Самый сильный человек Польши» в 1999 году.

## Биография
Спортом начал заниматься с раннего детства. Посещал спортивную школу в городе Олива. Занимался хоккеем (играл за местный ХК Сточньовець). Однако впоследствии покинул этот вид спорта и перешел к силовым упражнениям. В 1999 году выиграл первое соревнование «Самый сильный человек Польши». В 2002 году был вынужден приостановить выступления за несколько серьезных травм. С 2006 года выступает составителем многих соревнований по стронгмен. Имеет собственную охранную фирму.

## Собственные скуткы
- Приседания — 320 кг
- Вивага лежа — 220 кг
- Мертвое сведения — 300 кг